# Pielgrzymka na Jasną Górę

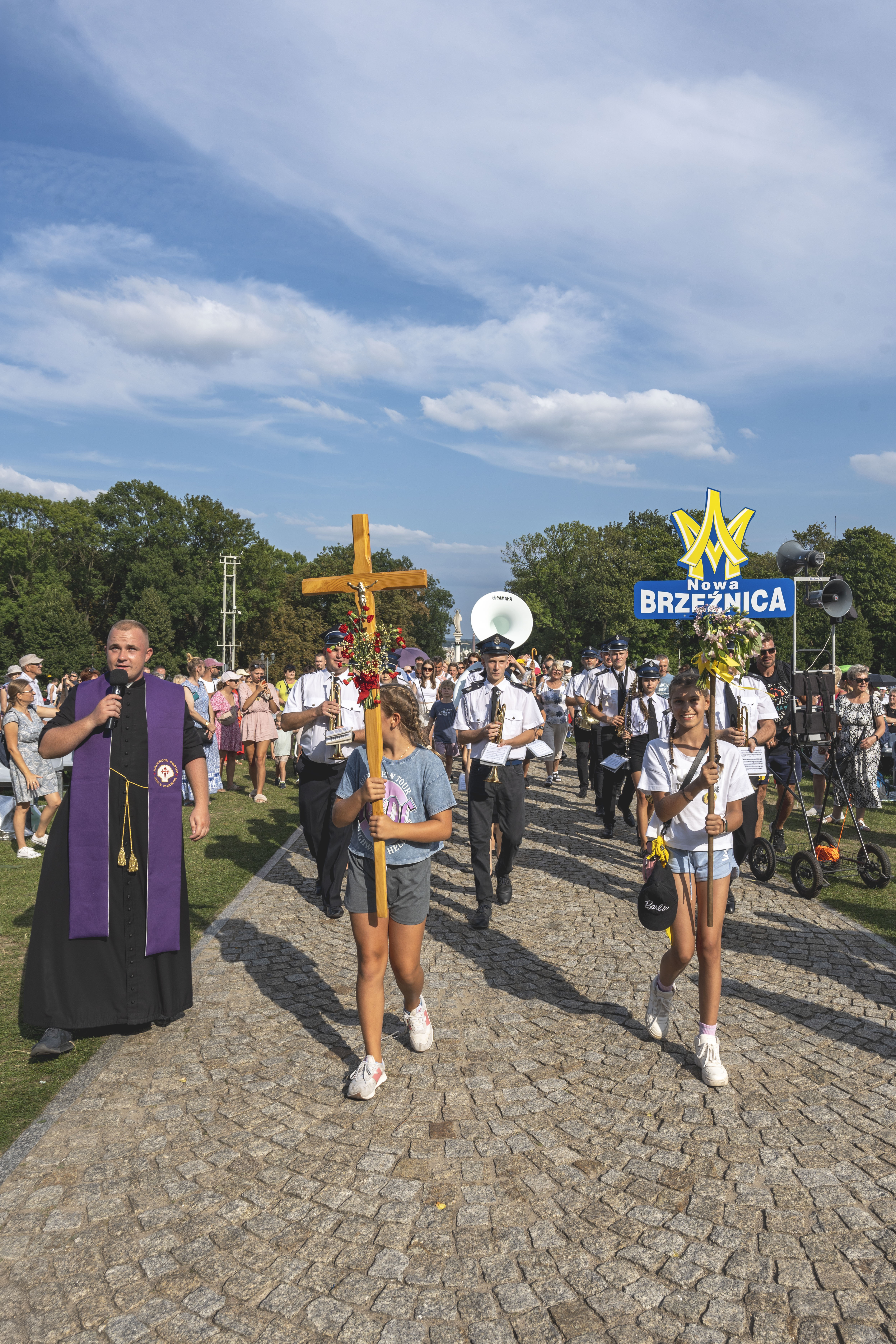
Piesza pielgrzymka podchodząca pod mury klasztoru na Jasnej Górze aleją Sienkiewicza w sierpniu 2024

Pielgrzymka na Jasną Górę — pielgrzymka w Kościele katolickim w Polsce, której miejscem docelowym jest klasztor na Jasnej Górze w Częstochowie. 
Miejsce to od XV wieku jest najczęściej odwiedzanym miejscem pielgrzymkowym w Polsce. W 2003 roku sanktuarium odwiedziło 4 mln pielgrzymów z 80 krajów świata, z czego prawie 800 tys. osób przybyło w 120 ogólnopolskich pielgrzymkach. Z samej Warszawy w 2022 roku wyruszyło siedem pielgrzymek niezmotoryzowanych. 
W 2022 roku Biuro Prasowe Jasnej Góry poinformowało, że od 4 czerwca do 14 sierpnia, w 139 pielgrzymkach zorganizowanych do maryjnego sanktuarium, przyszło 50,5 tys. osób, a w 220 pielgrzymkach rowerowych przybyło blisko 7 tys. osób. W 2023 roku całkowita liczba odwiedzających wyniosła około 3,6 mln pielgrzymów: przybyło 228 pielgrzymek pieszych, 200 grup rowerowych, 17 grup biegowych, 2 pielgrzymki rolkowe i 1 konna. 

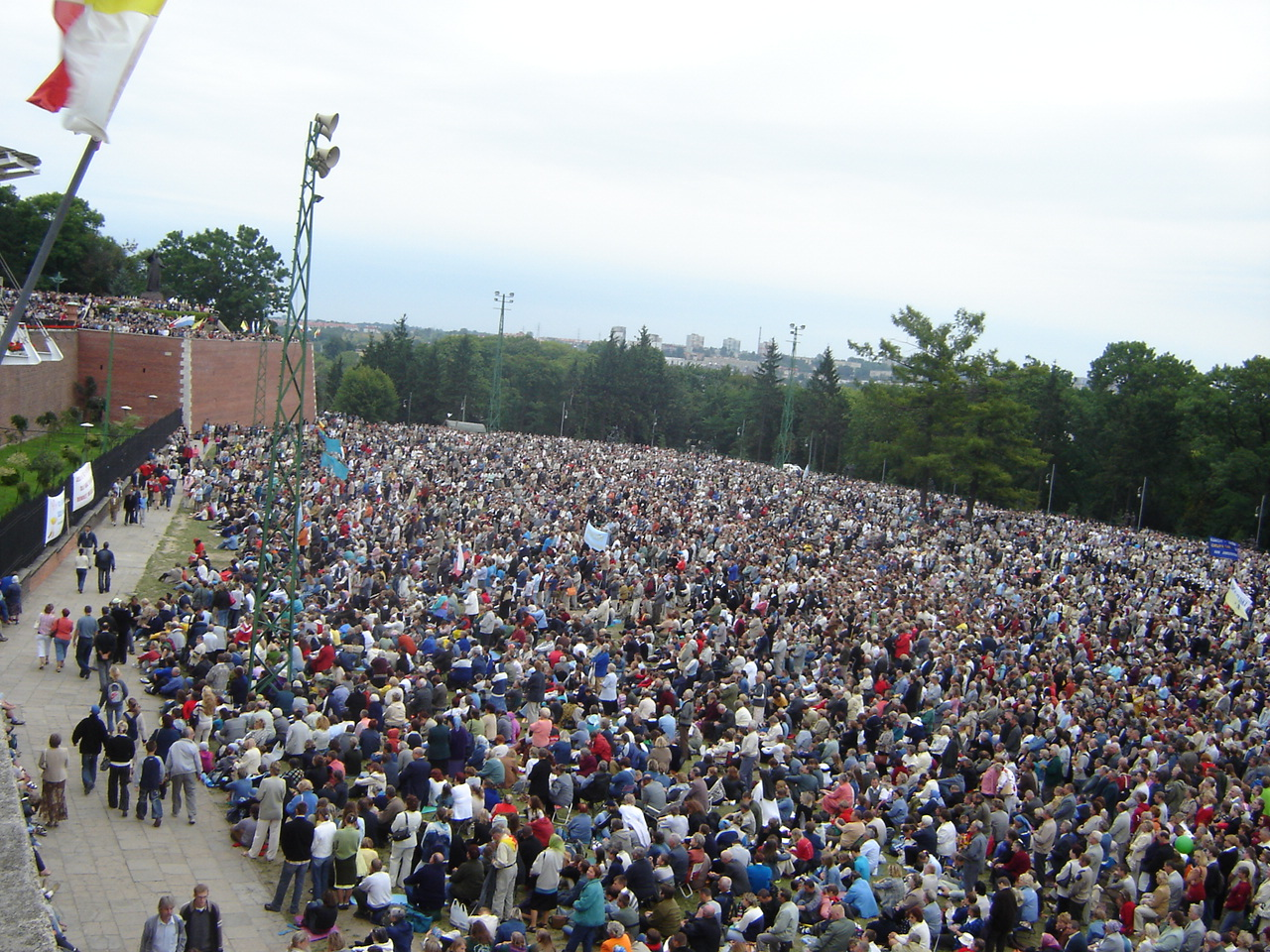
Uczestnicy uroczystości święta Wniebowzięcia Najświętszej Maryi Panny na Jasnej Górze w 2005 roku

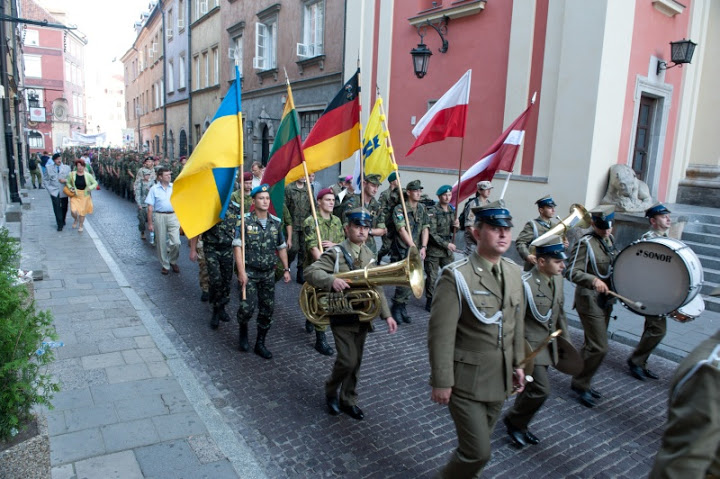
Pielgrzymki w 2013 roku

Większość pielgrzymów przybywa pieszo, w zorganizowanych grupach. Niektóre z nich, jak np. Pielgrzymka Warszawska, mają tradycję sięgającą kilkuset lat wstecz. Piesze pielgrzymki na Jasną Górę wyruszają z wielu miast Polski, głównie w okresie letnim. Najczęściej przybywają one do Częstochowy na Uroczystość Wniebowzięcia Najświętszej Marii Panny (15 sierpnia) lub na Uroczystość Matki Bożej Częstochowskiej (26 sierpnia). Są to pielgrzymki wielodniowe; przejście pieszo z Warszawy na Jasną Górę zajmuje około dziesięciu dni. 
W 2019 roku w pielgrzymkach pieszych na Jasną Górę wzięło udział około 125 tys. osób, z czego około 87 tys. dotarło przed 15 sierpnia, a 37 tys. przed 26 sierpnia. 

Najdłuższą pieszą pielgrzymką w Polsce, pod względem ilości przebytych kilometrów, jest organizowana corocznie od 1982 pielgrzymka kaszubska o długości 638 km, trwająca 19 dni (25 lipca – 12 sierpnia), idąca na trasie: Hel – Swarzewo – Wejherowo – Sianowo – Szymbark – Stare Polaszki – Lubichowo – Lipinki – Świecie – Nawra – Toruń – Sędzin – Morzyczyn – Koło – Dobra – Sieradz – Rychłocice – Ożegów – Miedźno – Jasna Góra. 

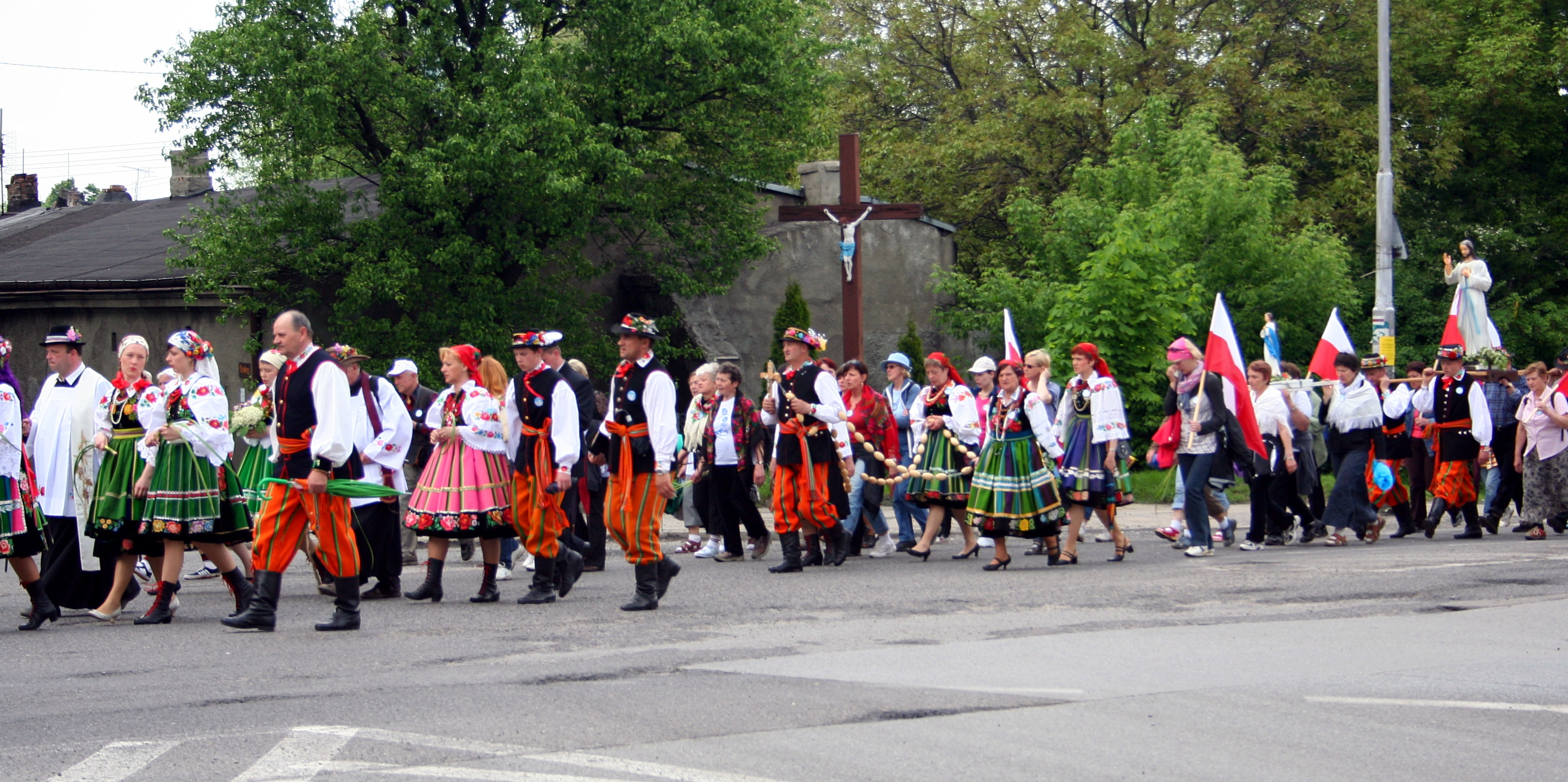
Pielgrzymka łowicka w 2010 roku

Według danych za 2024 rok najliczniejszymi grupami były: pielgrzymka Rodziny Radia Maryja, Odnowy w Duchu Świętym, rolników, ludzi pracy, pocztowców i anonimowych alkoholików. Wśród pielgrzymek, które przybyły różnymi środkami lokomocji, najliczniejsze były parafialne – prawie 2,5 tys. takich grup odwiedziło Jasną Górę w 2024 roku. Natomiast wśród grup diecezjalnych dominowali pielgrzymi z diecezji Radomskiej, Tarnowa, Zagłębia Dąbrowskiego i Łodzi.  

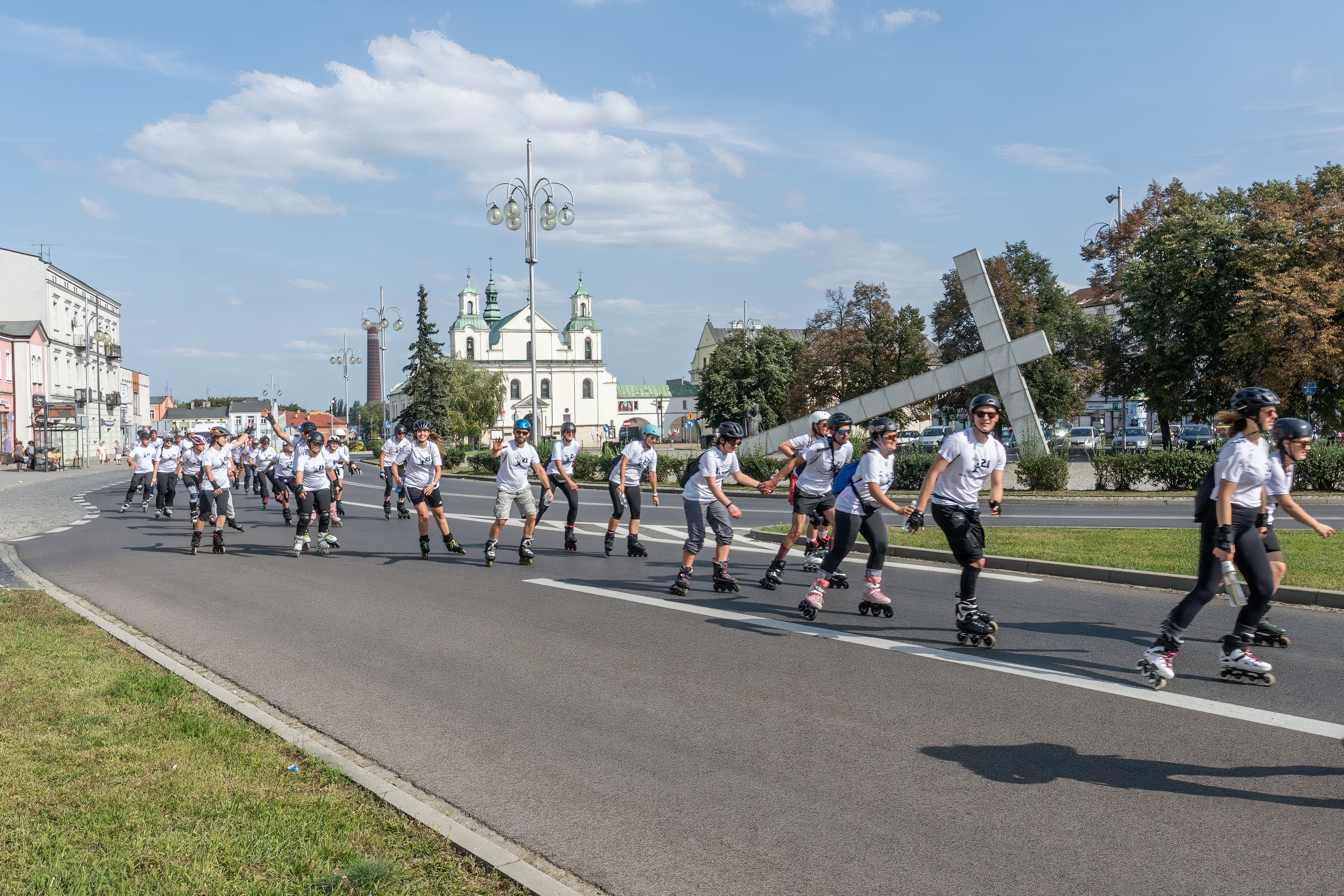
21. Pielgrzymka Rolkowa – Warszawa–Częstochowa w 2024 roku

Oprócz pielgrzymek pieszych liczne są także pielgrzymki rowerowe. W 2023 roku w 200 grupach rowerowych dotarło na Jasną Górę 8,6 tys. osób (w 2019 roku w 170 grupach – 11,25 tys.), a w 17 pielgrzymkach biegowych – 475 osób (w 2019 roku było 15 grup – 413 osób). Największą spośród nich jest Ogólnopolska Pielgrzymka Rowerowa, składająca się z wielu grup wyjeżdżających z różnych lokalizacji i zmierzających na Jasną Górę. 

## Historia

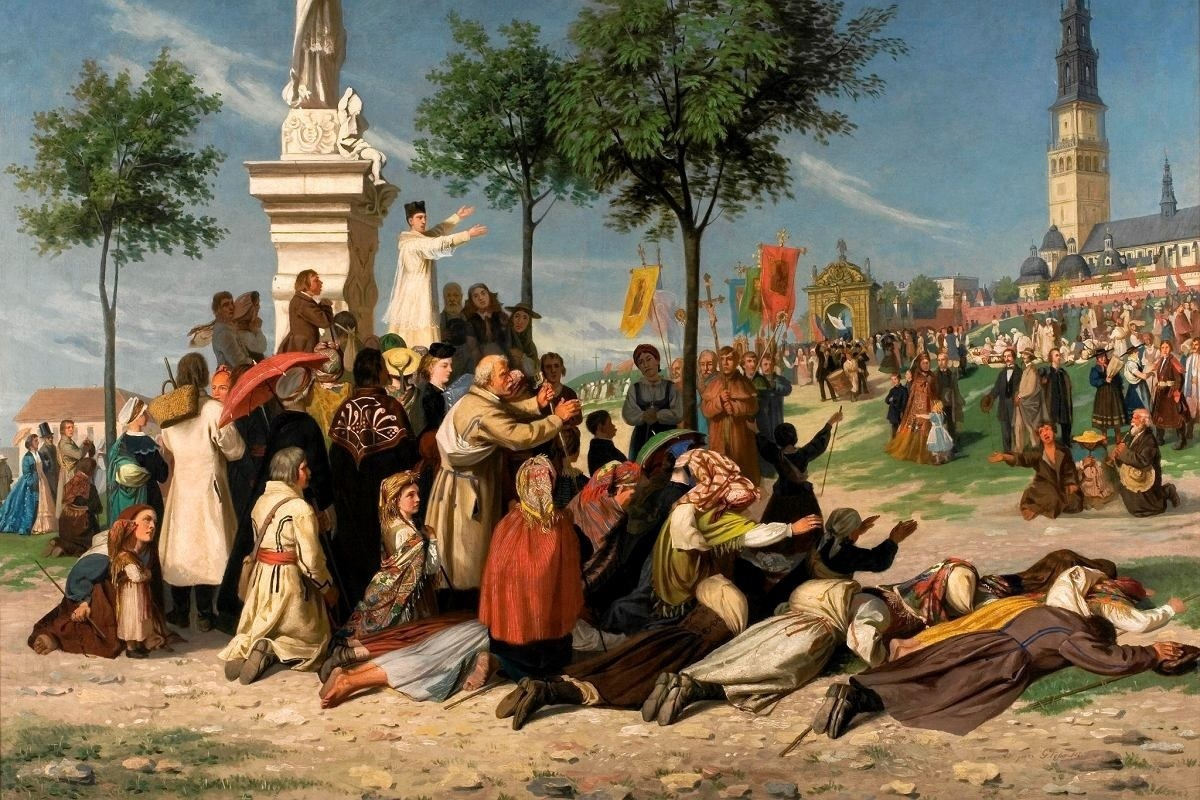
Obraz Adriana Głębockiego: Przybycie kompanii na Jasną Górę.

Jasna Góra w Częstochowie to miejsce pielgrzymkowe o długiej tradycji. Według przekazów, już w 1382 roku książę Władysław opolski sprowadził paulinów z Węgier, co zapoczątkowało rozwój sanktuarium. Tradycja pieszego pątnictwa do Jasnej Góry sięga XV wieku — rozpoczęła się, gdy odrestaurowana po kradzieży ikona Czarnej Madonny została przewieziona w uroczystej procesji z Krakowa do klasztoru paulinów w Częstochowie.
Pierwsza odnotowana pielgrzymka do klasztoru jasnogórskiego wyruszyła z Gliwic we wrześniu 1626 roku, by podziękować Matce Bożej za pomoc w ocaleniu miasta przed duńskim oblężeniem w czasie wojny trzydziestoletniej. Miasto obiecało wówczas, że pielgrzymka będzie corocznym wydarzeniem.

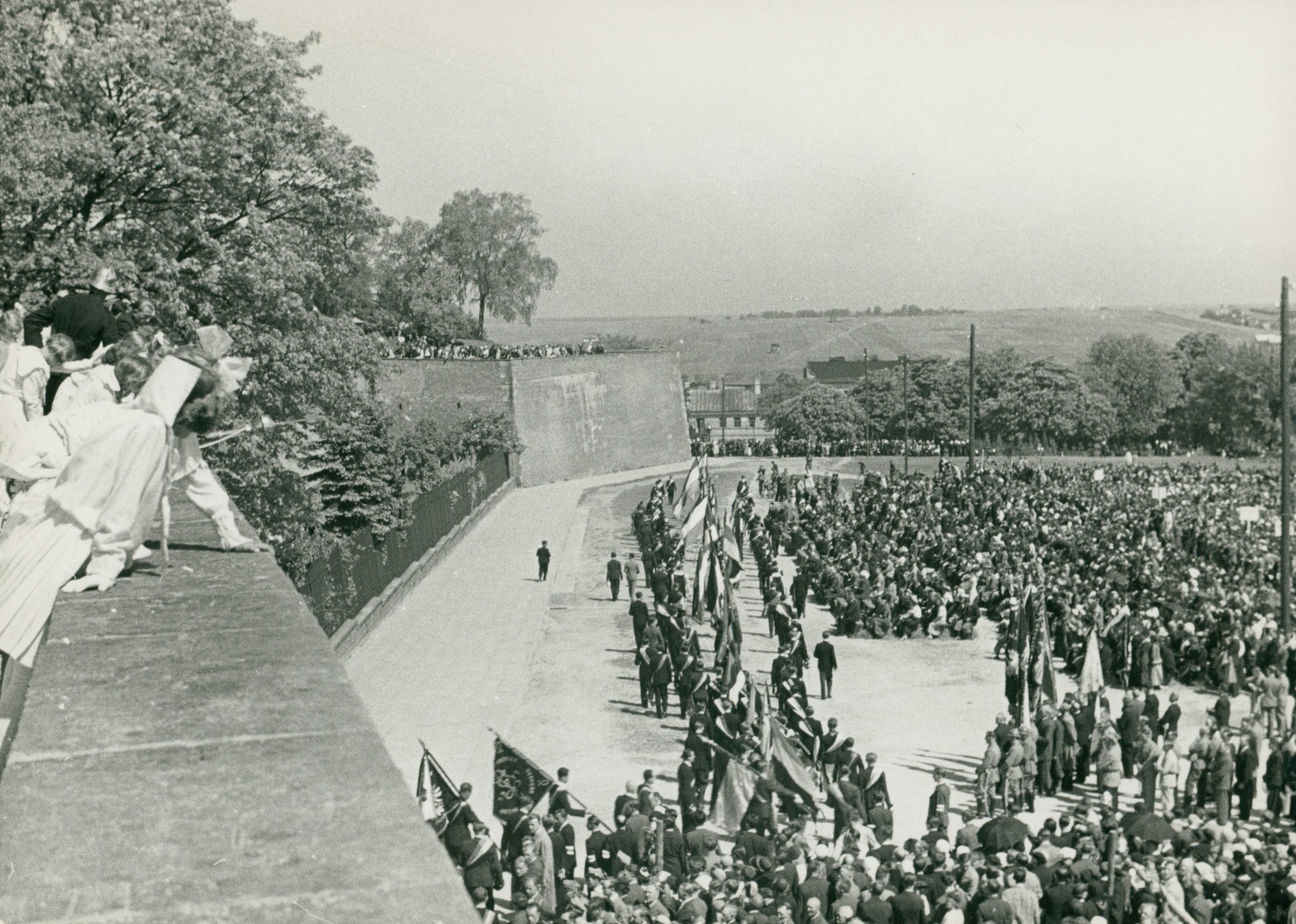
Częstochowa, pielgrzymka akademicka na Jasnej Górze 24 maja 1936

Druga odnotowana pielgrzymka pochodziła z Kalisza (1637 rok), a trzecia z Łowicza (1656 rok). Pielgrzymka z Warszawy wyruszyła po raz pierwszy 6 sierpnia 1711 roku. Od tego czasu Warszawska Pielgrzymka Piesza (WPP) regularnie odwiedza Panią Jasnogórską. WPP pielgrzymuje nieprzerwanie od 1711 roku – szła nawet w czasach zaborów, podczas II wojny światowej oraz Powstania Warszawskiego. Nie przerwała jej także pandemia COVID-19; w czasie obostrzeń sanitarnych na szlak wyszła oficjalna reprezentacja 60 osób.
Dwa wieki później przybywało tu już wiele innych pielgrzymek, m.in. z Gliwic, Żywca, Krakowa i Poznania. 

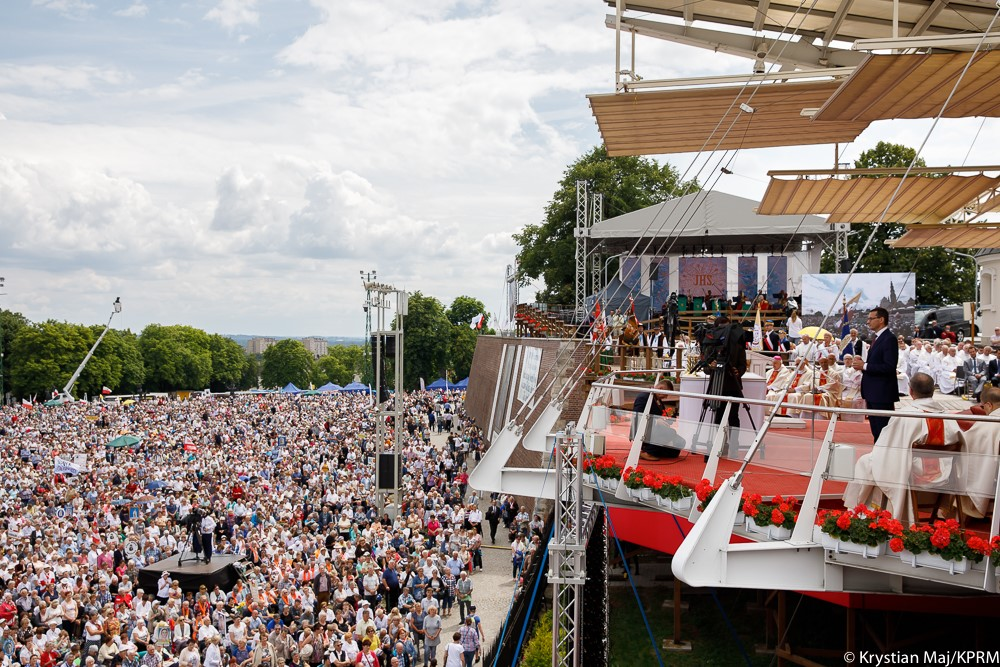
XXVIII Pielgrzymka Rodziny Radia Maryja w 2019 roku

Od 1979 roku organizowana jest barwna Piesza Pielgrzymka Młodzieży Różnych Dróg. Jej pomysłodawcą był ks. Andrzej Szpak. Początkowo zorganizował pielgrzymkę hippisów, a później dołączyli do niej członkowie innych młodzieżowych subkultur. W tym samym roku wyruszyła też pierwsza pielgrzymka rowerowa — najstarsza w Polsce: Pielgrzymka Rowerowa im. Świętego Krzysztofa z Rzeszowa. 
W 1990 roku z Bytowa ruszyła pierwsza pielgrzymka biegowa.
Od 2000 roku organizowana jest widowiskowa pielgrzymka konna z Zaręb Kościelnych, podczas której kawalerzyści jadą w pełnym rynsztunku, z charakterystycznymi lancami oraz sztandarem z wizerunkiem Maryi.
W 2003 roku po raz pierwszy na Jasną Górę dotarła dziewięcioosobowa pielgrzymka na rolkach. Odbyła się także pielgrzymka konna z udziałem prawie 20 osób. Jak co roku najwięcej było jednak pielgrzymek pieszych: 256 – to o 45 więcej niż w 2002 roku, a udział w nich wzięło blisko 170 tys. osób. Od 2015 roku organizowana jest też pielgrzymka rolkarzy z Wrocławia.

## Pielgrzymki na Jasną Górę w kulturze
- Obraz Ludwika Stasiaka: „Pielgrzymka na Jasną Górę”[19]
- Reportaż Władysława Reymonta: Pielgrzymka do Jasnej Góry
- Główny temat filmu w reżyserii Józefa Lejtesa: Pod Twoją obronę